# Mirak (Aragatsotn)
Pour les articles homonymes, voir Mirak.
Mirak ou Miraq (en arménien Միրաք ; anciennement Miriak) est une communauté rurale du marz d'Aragatsotn, en Arménie. Elle compte 595 habitants en 2009.